# Grupoide
Un grupoide,  en matemática, especialmente en teoría de las categorías y en homotopía,  es un concepto que, simultáneamente, generaliza grupos, relaciones de equivalencia en conjuntos, y acciones de grupos en conjuntos.

Frecuentemente, son usados para captar información acerca de objetos geométricos tales como variedades.
El término "grupoide" también es usado para un magma: un conjunto con cualquier tipo de operación binaria en él.
No usaremos ese término para tal concepto en este artículo.

## Definiciones
Desde un punto de vista de categorías, un grupoide es simplemente una de ellas en la que todo morfismo es un isomorfismo (o sea, aquel es  inversible).
Alternativamente es posible dar la siguiente definición equivalente: un grupoide  {\displaystyle G\rightrightarrows M} consiste de
- Dos conjuntos {\displaystyle G^{}}, el grupoide y {\displaystyle M}, la base.
- {\displaystyle s,t:G\to M} funciones sobreyectivas. {\displaystyle s} es llamada proyección origen o fuente y {\displaystyle t} es llamada la proyección final o destino.
- Una aplicación {\displaystyle 1:M\to G}, {\displaystyle x\mapsto 1_{x}}, la aplicación de inclusión o identidad.
- Si {\displaystyle G*G:=\{(\eta ,\xi )\in G\times G:t(\xi )=s(\eta )\}}, entonces hay una multiplicación parcial {\displaystyle G*G\to G} que satisface las siguientes condiciones

- {\displaystyle s(hg)=s(g)}, {\displaystyle t(hg)=t(h)}, para todo  {\displaystyle (h,g)\in G*G}.
- Asociatividad.
- {\displaystyle s(1_{x})=t(1_{x})=x}, para todo {\displaystyle x\in M}.
- {\displaystyle g1_{s(g)}=1_{t(g)}g=g}, para todo {\displaystyle g\in G}.
- Para todo {\displaystyle g\in G}, existe {\displaystyle g^{-1}\in G}, tal que {\displaystyle g^{-1}g=1_{s(g)}} y {\displaystyle gg^{-1}=1_{t(g)}}.

## Ejemplos
- Los grupos son los grupoides con base trivial.

- Sea {\displaystyle M} conjunto, {\displaystyle G} grupo, {\displaystyle s:M\times G\times M\to M} la proyección a la tercera coordenada, {\displaystyle t:M\times G\times M\to M} la proyección a la primera coordenada, {\displaystyle 1:M\to M\times G\times M} dada por {\displaystyle x\mapsto (x,1,x)}. La multiplicación parcial e inversa dadas por {\displaystyle (z,h,y)(y,g,x)=(z,hg,x)}, {\displaystyle \,\,(y,g,x)^{-1}=(x,g^{-1},y)}, respectivamente. Esto resulta ser un grupoide que se denota  {\displaystyle M\times G\times M\rightrightarrows M} y es llamado el grupoide trivial sobre {\displaystyle M} con grupo {\displaystyle G}.

- En topología, el grupoide fundamental de un espacio topológico {\displaystyle X\,}  es el conjunto de clases de homotopía de curvas  con la operación yuxtaponer clases (cuando es posible hacerlo). Se lo representa con la expresión {\displaystyle \pi _{1}(X)}.

Las clases de homotopía son las clases de equivalencia determinadas por la relación de ser homotópicas, es decir, dos curvas {\displaystyle \alpha ,\beta :[0,1]\to X\,} tal que   {\displaystyle \alpha (0)=\beta (0)\,} y {\displaystyle \alpha (1)=\beta (1)\,}; son homotópicas si existe una aplicación continua {\displaystyle H:[0,1]\times [0,1]\to X\,} tal que
{\displaystyle H(k,0)=\alpha (k)\,}, {\displaystyle H(k,1)=\beta (k)\,}
{\displaystyle H(0,r)=\alpha (0)=\beta (0)\,}, {\displaystyle H(1,r)=\alpha (1)=\beta (1)\,}.
En este caso la base es el espacio  {\displaystyle X\,}, las aplicaciones origen y final son el origen y el final de cada curva. La aplicación identidad es {\displaystyle 1_{x}(r)=x}, es decir la clase de equivalencia de la curva constante en {\displaystyle x} y la inversa es recorrer la curva en sentido contrario.
Es claro que el grupoide fundamental incluye a todos los grupos fundamentales y los integra en una sola estructura, que a la postre resulta ser más natural para el estudio de la homotopía.
- Si {\displaystyle X} es un conjunto y {\displaystyle \simeq } es una relación de equivalencia en {\displaystyle X}, entonces podemos formar un grupoide que representa esta relación de equivalencia como sigue:  la base  es {\displaystyle X}, y para cualesquiera dos elementos {\displaystyle x,\,y} en {\displaystyle X}, hay un único morfismo desde {\displaystyle x} hasta {\displaystyle y} si y sólo si {\displaystyle x\simeq y}.

## Grupoides de Lie y algebroides de Lie
Al estudiar objetos geométricos, los grupoides que se presentan llevan a menudo alguna estructura diferenciable, convirtiéndose en grupoides de Lie. Estos se pueden estudiar en términos de los algebroides de Lie, en analogía a la relación entre los grupos de Lie y las álgebras de Lie.